# 98127 Vilgusová
98127 Vilgusová è un asteroide della fascia principale. Scoperto nel 2000, presenta un'orbita caratterizzata da un semiasse maggiore pari a 2,4226112 UA e da un'eccentricità di 0,1814250, inclinata di 3,86386° rispetto all'eclittica.